# Nikon Coolpix 4600
La Nikon Coolpix 4600 (también conocida por su nombre interno E4600) es un modelo de cámara digital de tipo compacto producido por Nikon como parte de sus serie Nikon Coolpix. Tiene una resolución de 4 Megapíxels. Dispone de una memoria flash interna de 14 MB que puede ampliarse mediante una tarjeta Secure Digital de hasta 2 GB. El usuario puede elegir entre salvar las imágenes en la memoria interna o en la tarjeta.
Su carcasa ergonómica, aunque de dimensiones reducidas (85 x 60 x 35 mm), proporciona un buen agarre. En la trasera, junto al visor óptico, se encuentra una rueda de 8 preconfiguraciones de uso (vídeo, retrato, paisaje al aire libre, imagen nocturna...). A su lado se encuentran los dos botones de ajuste de zoom (dispone de 3x óptico y 4x digital). Debajo un botón de acceso al MENU, el típico D-pad de configuración de flash, macro, temporizador... (común al 90% de las cámaras) y bajo este dos botones, uno de reproducción de las imágenes en la memoria y otro de papelera para eliminar una imagen. Bajo el visor óptico se encuentra la pantalla LCD TFT color de 1,8 pulgadas. En el lado izquierdo protegido por una goma un conector mini-USB combinado de alimentación, datos y video compuesto. En el derecho, ranura de tarjeta y ojal para al cinta de sujeción a la muñeca.
El objetivo de la cámara tiene una distancia focal de 5,7 mm, y un número f de 2,9. La distancia mínima es de 30 cm; 4 cm el modo macro. El ajuste de exposición es automático y permite un modo manual con un ajuste en el rango de ± 2,0 en incrementos de 0,33 EV. El balance de blancos es automático, además de semi-manual con opciones preestablecidas (soleado, incandescente, fluorescente, nublado, flash). Su automatización gestiona 16 escenarios pre-programados para facilitar el disparo (paisaje, retrato, macro, museo, fiesta/interior, luz posterior, playa/nieve, retrato nocturno, fuegos artificiales, noche, amanecer/atardecer, asistente de panorama, copiar, deportes, agua, puesta del sol).
El flash incorporado tiene un alcance efectivo de 0,4 a 3,3 metros y tiene la función de la mitigación del efecto de ojos rojos y un iluminador AF. La función "BSS" (Best Shot Selector) selecciona uno de los diez disparos sucesivos, la imagen y guarda la mejor exposición de forma automática. En modo de ráfaga puede tomar 1,3 fotogramas por segundo.
Puede grabar vídeo de forma indefinida mientras disponga de memoria libre y batería. Está alimentado por 2 pilas AA (accesibles por una trampilla inferior), y un USB Mini-Un adaptador para la visualización de la memoria externa, así como para conectar la cámara a un ordenador cuando no hay lector de tarjetas actuales.
La Nikon Coolpix 5600 es la hermana gemela de la 4600, pero con una resolución de 5,1 megapíxeles en lugar de 4,0.
Lanzada en febrero de 2005 con un precio de venta de 249,99 euros, fue descatalogada por Nikon en 2006.

## Características
- Sensor de imágenes CCD de 1/2,5 pulgadas: 4,23 millones de píxeles; efectiva: 4,0 millones de píxeles
- Zoom: 3x, Zoom digital 4x
- Distancia focal equivalente 35 mm: 34-102 mm
- Apertura del objetivo: F/2,9-F/4,9
- Velocidad de obturación: De 4 a 1/3000 segundos
- Sensibilidad ISO automática de 50 a 200
- Soporte: 14 MB internos y ranura Secure Digital (no soporta SDHC)
- Resoluciones: 4 Megapíxels en formato JPEG, graba en 2288 x 1728, 1600 x 1200, 1024 x 768 y 640 x 480
Vídeo en formato QuickTime sin audio a 160x120, 320x240 o 640x480 a 15 imágenes por segundo.
- Conectividad: USB, video compuesto
- Compatible PictBridge
- Pantalla LCD TFT color de 1,8 pulgadas, 80 000 píxeles
- Alimentación: 2 pilas AA
- Peso: 130 gramos, sin accesorios (baterías, memoria externa)
- Acabado: Antracita plateada.